# Dušan Petković (1903)
Dušan Petković, in serbo Душан Петковић? (Belgrado, 13 aprile 1903 – New York, 2 dicembre 1979), è stato un calciatore jugoslavo, di ruolo centrocampista.

## Palmarès

### Club

#### Competizioni nazionali
- Campionato jugoslavo: 2

Jugoslavija: 1924, 1925
- Coupe de France: 1

Montpellie: 1929

### Individuale
- Capocannoniere della Prva Liga: 1

1925 (3 gol)